# Olympische Sommerspiele 1956/Kanu – Zweier-Kajak 1000 m (Männer)
Bei den Olympischen Spielen 1956 wurde am 1. Dezember auf dem Lake Wendouree in der australischen Stadt Ballarat der Zweier-Kajak-Wettbewerb über 1000 m für Männer ausgetragen.
Insgesamt nahmen 15 Zweier-Teams aus 15 Nationen teil. Die Deutschen Michel Scheuer und Meinrad Miltenberger gewannen das Rennen vor den Sowjetrussen Mihhail Kaaleste und Anatoli Demitkow sowie den Österreichern Max Raub und Herbert Wiedermann.

## Vorläufe
Es fanden drei Vorläufe statt. Die drei schnellsten Teams jedes Vorlaufs qualifizierten sich für das Finale.

### Vorlauf 1
| Rang | Namen                             | Nation           | Zeit       |
| ---- | --------------------------------- | ---------------- | ---------- |
| 1    | Mihhail Kaaleste Anatoli Demitkow | Sowjetunion      | 3:55,1 min |
| 2    | Max Raub Herbert Wiedermann       | Österreich       | 3:57,2 min |
| 3    | Miroslav Jemelka Rudolf Klabouch  | Tschechoslowakei | 3:58,3 min |
| 4    | Carl-Åke Ljung Ragnar Heurlin     | Schweden         | 4:00,0 min |
| 5    | Imre Vágyóczky Zoltán Szigeti     | Ungarn           | 4:00,3 min |

### Vorlauf 2
| Rang | Namen                               | Nation             | Zeit       |
| ---- | ----------------------------------- | ------------------ | ---------- |
| 1    | Michel Scheuer Meinrad Miltenberger | Deutschland        | 3:56,4 min |
| 2    | Mircea Anastasescu Stavru Teodorov  | Rumänien           | 3:59,1 min |
| 3    | Brian Bullivant Raymond Blick       | Großbritannien     | 4:01,6 min |
| 4    | Ryszard Skwarski Jerzy Górski       | Polen              | 4:12,6 min |
| 5    | Russell Dermond John Pagkos         | Vereinigte Staaten | 4:22,7 min |

### Vorlauf 3
| Rang | Namen                                  | Nation     | Zeit       |
| ---- | -------------------------------------- | ---------- | ---------- |
| 1    | Walter Brown Dennis Green              | Australien | 4:03,0 min |
| 2    | Henri Verbrugghe Germain van der Moere | Belgien    | 4:04,7 min |
| 3    | Maurice Graffen Michel Meyer           | Frankreich | 4:09,7 min |
| 4    | Robert Smith Leslie Melia              | Kanada     | 4:27,8 min |
| —    | Pentti Raaskoski Juhani Helenius       | Finnland   | DSQ        |

## Finale
| Rang | Namen                                  | Nation           | Zeit       |
| ---- | -------------------------------------- | ---------------- | ---------- |
| 1    | Michel Scheuer Meinrad Miltenberger    | Deutschland      | 3:49,6 min |
| 2    | Mihhail Kaaleste Anatoli Demitkow      | Sowjetunion      | 3:51,4 min |
| 3    | Max Raub Herbert Wiedermann            | Österreich       | 3:55,8 min |
| 4    | Mircea Anastasescu Stavru Teodorov     | Rumänien         | 4:56,1 min |
| 5    | Maurice Graffen Michel Meyer           | Frankreich       | 3:58,3 min |
| 6    | Henri Verbrugghe Germain van der Moere | Belgien          | 3:58,7 min |
| 7    | Walter Brown Dennis Green              | Australien       | 3:59,1 min |
| 8    | Miroslav Jemelka Rudolf Klabouch       | Tschechoslowakei | 4:01,4 min |
| 9    | Brian Bullivant Raymond Blick          | Großbritannien   | 4:05,9 min |